# Filharmònica de Luxemburg
La Filharmònica de Luxemburg és una sala de concerts situada en l'altiplà de Kirchberg, a Ciutat de Luxemburg. Inaugurada el 2005, acull unes 400 actuacions anualment i és una de les principals sales de concerts d'Europa. El 1997, el projecte de Christian de Portzamparc va ser seleccionat al final d'una competició internacional d'arquitectura posada en marxa per l'Administració d'Edificis Públics nacional. Els treballs de construcció de la nova sala de concerts es van dur a terme entre la primavera de 2002 i l'estiu de 2005.